# Hipoplazja zatok szczękowych
Hipoplazja zatok szczękowych (ang. maxillary sinus hypoplasia) – zaburzenie rozwojowe, polegające na jednostronnym lub obustronnym zmniejszeniu objętości jamy zatoki szczękowej. Oprócz zmniejszenia objętości zatoki stwierdza się powiększenie objętości jamy nosowej i oczodołu po stronie hipoplastycznej zatoki. Wyróżniono trzy typy zaburzenia diagnozowane na podstawie badania tomografii komputerowej:
- typ I (hipoplazja zatoki miernego stopnia, prawidłowo wykształcony wyrostek haczykowaty)
- typ II (hipoplazja zatoki miernego do średniego stopnia, hipoplastyczny wyrostek haczykowaty, nieprawidłowo wykształcony lejek sitowy)
- typ III (hipoplazja zatoki dużego stopnia z brakiem światła zatoki, aplastyczny wyrostek haczykowaty)